# 鲻属
鲻属，為輻鰭魚綱鯔形目鯔科的其中一属。

## 下属物种
- 蕉鯔（Mugil bananensis）
- 布氏鯔（Mugil broussonnetii）
- 凱氏鯔（Mugil capurrii）
- 烏魚（Mugil cephalus）：又稱鯔。
- 庫里鯔（Mugil curema）
- 彎齒鯔（Mugil curvidens）
- 紅眼鯔（Mugil gaimardianus）
- 加拉巴哥鯔（Mugil galapagensis）
- 旋泳鯔（Mugil gyrans）
- 主鯔（Mugil hospes）
- 溝鯔（Mugil incilis）
- 梭狀鯔（Mugil liza）
- 機鯔（Mugil platanus）
- 拉氏鯔（Mugil rammelsbergii）
- 魯氏鯔（Mugil rubrioculus）
- 蛾鯔（Mugil setosus）
- 蘇伊鯔（Mugil soiuy）
- 奇鯔（Mugil thoburni）
- 扇尾鯔（Mugil trichodon）

## 擴展閱讀
維基物種上的相關：鲻属